# Odendisastenen
Odendisastenen,  med signum Vs 24, är en runsten i Fläckebo socken och Sala kommun i Västmanland. Den står nu vid hembygdsgården i Fläckebo cirka 500 meter sydväst om Fläckebo kyrka.

## Stenen
Stenen nämns för första gången i modern tid på 1660-talet. Enligt legenden var det en bonde som plöjde upp den på sin åker. Några år senare gick stenen sönder i två delar. Den lagades och restes på nytt år 1900 på sin nuvarande plats bredvid hembygdsgården i Fläckebo. Ornamentiken består av en runslinga som innesluter ett större rundjur, vars stilistiska skapelse är en mix mellan Ringerike- och Urnesstil. Runstenen är en av väldigt få som blivit rest över en kvinna.

## Inskriften
Runorna i ormen:
ᛒᚢᚬᚿᛚᛁ⨯ᚴᚢᚦᚱ⨯ᚼᚢᛚᛘᚴᚬᛂᛏᚱ⨯ᛚᛁᛏ⨯ᚱᛁᛋᛆ⨯ᚢᚠᛏᛂᛦ⨯ᚬᚦᛁᚿᛏᛁᛋᚢ⨯ᚴᚢᚿᚢ⨯ᛋᛂᚿᚬ⨯ᚴᚢᛘᛒᚱ⨯ᚼᛁᚠᚱᚤᛆ⨯ᛏᛁᛚ⨯ᚼᛆᛋᚢᛁᛘᚢᚱᛅ⨯ᛁᚴᛁᛒᛂᛏᚱ⨯ᚦᚬᚿ
buonti × kuþr × hulmkoetr × lit × resa × ufteʀ × oþintisu × kunu × seno × kumbr × hifrya × til × hasmuimura × iki betr × þon ×
Runorna innanför ormen:
ᛒᚤᛁᚱᛆᚦᚱ
byi raþr
Runorna utanför ormen (till vänster):
ᚱᚬᚦᛒᛅᛚᛁᚱ⨯ᚱᛁᛋᛏᛁ⨯ᚱᚢᚿᛁ⨯ᚦᛁᛋᛆ⨯ᛋᛁᚴᛘᚢᚿᛏᛆᛦ⨯ᚢᛆᚱ
roþbalir × risti × runi × þisa × sikmuntaʀ × uaʀ ...
... bit borta ...
ᛋᛂᛋᛏᛦ⨯ᚴᚢᚦ
sestʀ × kuþ
Translitterering av runraden:
buonti × kuþr × hulmkoetr × lit × resa × ufteʀ × oþintisu × kunu × seno × kumbr × hifrya × til × hasmuimura × iki betr × þon × byi raþr roþbalir × risti × runi × þisa × sikmuntaʀ × uaʀ ... sestʀ × kuþ
Normalisering till runsvenska:
Boandi goðr Holmgautr let ræisa æftiʀ Oðindisu, kunu sina. Kumbʀ hifrøya til Hasumyra æigi bætri, þan byi raðr. ʀauð-Balliʀ risti runiʀ þessaʀ. Sigmundaʀ vaʀ [Oðindisa] systiʀ goð.
Översättning till nusvenska:
Gode bonden Holmgöt lät resa (stenen) efter Odendisa sin hustru. Det kommer icke till Hassmyra en bättre husfru som råder för gården. Rödballe ristade dessa runor. Till Sigmund var Odendisa en god syster.
Runorna är skrivna med den yngre futharken och är en blandning mellan långstaviga och kortkvistiga samt stungna runor. Runorna för a och n (ᛅ och ᚾ) är konsekvent kortkvistiga (runorna ᛆ och ᚿ). Endast vid ett tillfälle är runan för a långstavig och det är i ordet "Rödballe" (ᚱᚬᚦᛒᛅᛚᛁᚱ). Det har därför här tolkats som ett æ: roþbælir istället för ett a: roþbalir, vilket inte alla gör.[källa behövs] Värt att notera är att i andra "signaturer" av ristaren Balle har formen ᛒᛆᛚᛁ (bali), med kortkvistigt a och utan r på slutet, använts istället. Stungna runor för e (ᛂ) och y (ᚤ) används men inte till exempel för g (ᚵ) eller d (ᛑ) där istället k (ᚴ) och t (ᛏ) används.
Odendisa är ett unikt namn som inte har hittats i någon annan källa. Möjligen hette hon enbart Disa, men kallades för Odendisa. Även Holmgöt är sällsynt och finns bara på U 210: hulmkut.
Rödballe eller Röde Balle är en berömd runristare som var aktiv runt Mälaren på 1050-talet.
Merparten av inskriften följer reglerna för versmåttet fornyrdislag (allitteration i fetstil):
Kumbʀ hifrøya
til Hasvimyra
æigi bætri,
þan byi raðr.
Rauð-BallÍʀ risti
runÍʀ þessaʀ.
Sigmundaʀ vaʀ [Oðindis]
systÍʀ goð.